# Juan Ignacio Barrero
Juan Ignacio Barrero Valverde (ur. 29 czerwca 1943 w Méridzie) – hiszpański polityk, prawnik, nauczyciel akademicki i samorządowiec, działacz Partii Ludowej, parlamentarzysta, w latach 1996–1999 przewodniczący Senatu.

## Życiorys
Ukończył studia prawnicze, uzyskał również dyplom z zakresu zarządzania przedsiębiorstwem. Podjął praktykę w zawodzie adwokata. Został też nauczycielem akademickim, objął stanowisko profesora prawa konstytucyjnego na uniwersytecie kształcenia na odległość UNED.
Działacz hiszpańskich ludowców, pełnił funkcję przewodniczącego Partii Ludowej w Estremadurze. W latach 1983–1991 był posłem do regionalnego parlamentu. Dwukrotnie kandydował na prezydenta Estremadury (w 1995 i 1999, uzyskiwał wówczas ponownie mandat deputowanego). W latach 1989–2000 przez trzy kadencje wchodził w skład Senatu. Od marca 1996 do lutego 1999 sprawował urząd przewodniczącego tej izby.
W 2000 uzyskał mandat posła do Kongresu Deputowanych, z którego jednak zrezygnował jeszcze w tym samym roku. Objął w tymże roku funkcję prezesa przedsiębiorstwa ENCE. W 2001 został przewodniczącym AEADE, stowarzyszenia działającego w sektorze arbitrażu. Powoływany również na prezesa przedsiębiorstw z branży produktów naftowych i bitumicznych. W 2006 został rzecznikiem praw pacjenta we Wspólnocie Madrytu.

## Odznaczenia
- Krzyż Wielki Orderu Karola III[2]
- Krzyż Wielki Orderu Infanta Henryka[6]
- Wielka Wstęga Orderu Oswobodziciela[2]